# Prin pustiu și junglă
Prin pustiu și junglă (în poloneză W pustyni i w puszczy) este un roman din 1911 al scriitorului polonez Henryk Sienkiewicz.